# Botafogo Futebol Clube (Aquidauana)
Botafogo Futebol Clube é um clube brasileiro de futebol da cidade de Aquidauana, localizada no estado de Mato Grosso do Sul. Suas cores são preto e branco, e seu escudo é igual ao do Botafogo do Rio de Janeiro com exceção as cores. Atualmente encontra-se afastado das competições de futebol do estado.
Disputou a primeira divisão do Campeonato Sul-Mato-Grossense de Futebol em 1998.